# Tour of America's Dairyland
Le Tour of America's Dairyland est une course cycliste américaine disputée au mois de juin dans l'État du Wisconsin. Créé en 2009, cette compétition figure parmi les rendez-vous majeurs de la saison dans le calendrier national américain,. Elle est organisée sur plusieurs étapes.
La course comprend une vingtaine d'épreuves distinctes selon le genre, l'âge et la catégorie des participants.
L'édition 2020 est annulée en raison du contexte sanitaire lié à la pandémie de Covid-19. 

## Palmarès

### Élites Hommes
| Année | Vainqueur        | Deuxième              | Troisième         |
| ----- | ---------------- | --------------------- | ----------------- |
| 2009  | Chad Hartley     | Logan Garey           | Adam Bergman (en) |
| 2010  | James Stemper    | Chad Hartley          | Michael Northey   |
| 2011  | Serghei Tvetcov  | Chad Hartley          | Euris Vidal       |
| 2012  | John Murphy      | Alexey Shmidt         | James Stemper     |
| 2013  | Jake Keough      | Hilton Clarke         | Luke Keough       |
| 2014  | Daniel Holloway  | Owen Gillott          | Brandon Feehery   |
| 2015  | Scott Sunderland | Alexander Ray         | Aldo Ino Ilešič   |
| 2016  | Tyler Magner     | Daniel Holloway       | John Murphy       |
| 2017  | Florenz Knauer   | Ole Quast             | Reece Robinson    |
| 2018  | Luke Mudgway     | Colin Strickland (en) | César Serna       |
| 2019  | Matthew Rice     | César Marte           | Moritz Malcharek  |
| 2020  | annulé           |                       |                   |
| 2021  | Clever Martínez  | Ethan Craine          | César Marte       |
| 2022  | Florenz Knauer   | Owen Gillott          | César Marte       |
| 2023  | Florenz Knauer   | César Marte           | Ethan Craine      |
| 2024  | Lucas Bourgoyne  | Clayton Travis        | Ryan Jastrab      |
| 2025  | Ben Oliver       | Lucas Bourgoyne       | Brody McDonald    |

### Élites Femmes
| Année | Vainqueur             | Deuxième            | Troisième             |
| ----- | --------------------- | ------------------- | --------------------- |
| 2009  | Jessie MacLean        | Devon Haskell Gorry | Theresa Cliff-Ryan    |
| 2010  | Sarah Caravella-Fader | Carrie Cash-Wooten  | Francis Schofield     |
| 2011  | Laura Van Gilder      | Cari Higgins        | Kristen Lasasso       |
| 2012  | Laura Van Gilder      | Emily Collins (en)  | Erica Allar           |
| 2013  | Laura Van Gilder      | Kimberley Wells     | Jennifer Purcell      |
| 2014  | Samantha Schneider    | Erica Allar         | Tina Pic              |
| 2015  | Tina Pic              | Lauretta Hanson     | Yusseli Mendivil (en) |
| 2016  | Peta Mullens          | Tina Pic            | Kendall Hodges        |
| 2017  | Rebecca Wiasak        | Josie Talbot        | Peta Mullens          |
| 2018  | Rebecca Wiasak        | Sharlotte Lucas     | Katherine Compton     |
| 2019  | Harriet Owen          | Nat Redmond         | Peta Mullens          |
| 2020  | annulé                |                     |                       |
| 2021  | Matilda Raynolds      | Harriet Owen        | Alijah Beatty         |
| 2022  | Harriet Owen          | Nicola Macdonald    | Sofia Arreola         |
| 2023  |                       |                     |                       |